# 平和基金
平和基金（The Ping Wo Fund）是由香港政府民政事務局於2003年9月成立，屬信託慈善基金，基金以「平和」命名是代表了「平衡、和諧」，用以資助預防及緩減與賭博有關問題的措施。香港賽馬會承諾在頭兩年（2003年9月至2005年8月）捐款共2400萬元，及在其後三年每年捐款1200萬至1500萬元。

## 用途
平和基金主要用以資助：
- 每年撥100萬至150萬元用於就賭博有關的事宜和問題進行研究；
- 每年撥200萬元用於預防及緩減與賭博有關問題的公眾教育和其他措施；
- 每年撥700萬元給四間社會福利機構（東華三院、香港明愛、錫安社會服務處及香港路德會社會服務處）為問題和病態賭徒及其他受影響人士而設的輔導、治療和其他支援服務。

## 架構
香港政府成立「平和基金諮詢委員會」，就基金的用途及運用事宜向民政事務局局長提供意見。該諮詢委員會的成員包括：
- 主席
  - 葉振都先生, B.B.S., M.H., J.P.
- 委員
  - 非公職人員委員：
  - 陳振中先生
  - 陳浩庭先生
  - 陳穎文女士
  - 車慧詩女士
  - 陳玉麟醫生
  - 鄭詩韻女士
  - 趙家賢博士
  - 莊恩傑先生
  - 賀晴蔚女士
  - 梁鳳兒女士
  - 凌浩雲先生
  - 黃思思女士
  - 楊志達先生, J.P.
  - 公職人員委員：
  - 民政及青年事務局局長代表
  - 教育局局長代表
  - 社會福利署署長代表